# Martin Roček
Martin Roček (* 1954) ist ein US-amerikanischer theoretischer Physiker.
Roček ist der Sohn des Chemieprofessors an der University of Illinois Jan Roček (* 1924) und floh mit seiner Familie 1960 über die Ostsee nach Dänemark (sein Vater war vorher am Institut für Organische Chemie der Tschechoslowakischen Akademie der Wissenschaften in Prag). Er studierte an der Harvard University mit dem Bachelor- und Masterabschluss 1975 und der Promotion 1979. Als Post-Doktorand war er in Cambridge und am Caltech. Ab 1983 war er Assistant Professor an der State University of New York at Stony Brook, 1986 Associate Professor und 1990 Professor.
Roček befasst sich vor allem mit Supersymmetrie einschließlich Verbindungen zur komplexen Geometrie und Anwendungen in der Mathematik (Einführung von Hyperkähler-Quotienten, bihermitesche Mannigfaltigkeiten, verallgemeinerte komplexe Strukturen im Sinn von Nigel Hitchin). Er befasste sich auch mit dem diskreten Zugang zur Allgemeinen Relativitätstheorie von Tullio Regge (Regge-Kalkül).
Er veröffentlichte 1984 eine Monographie über die Superraum-Methode für Feynman-Diagramme in der Supersymmetrie mit Sylvester James Gates, Warren Siegel und Marcus T. Grisaru.

## Schriften
- Gates, Grisaru, Roček Siegel: Superspace, or One thousand and one lessons in supersymmetry. Benjamin-Cummings, 1983
- mit Grisaru, Siegel: Improved methods for supergraphs, Nuclear Physics B, Band 159, 1979, S. 429–450
- mit Hitchin, A. Karlhede, U. Lindström: Hyperkähler metrics and supersymmetry, Communications in Mathematical Physics, Band 108, 1987, S. 535–589
- mit Gates, C. M. Hull: Twisted multiplets and new supersymmetric non-linear σ-models, Nuclear Physics B, Band 248, 1984, S. 157–186
- mit Erik Verlinde: Duality, quotients, and currents, Nuclear Physics B, Band 373, 1992, S. 630–646
- mit R. M. Williams: Quantum Regge Calculus, Phys. Lett. B, Band 104, 1981, S. 31–37
- mit Grisaru, Siegel: Zero value for the three-loop β function in N= 4 supersymmetric Yang-Mills theory, Phys. Rev. Lett., Band 45, 1980, S. 1063